# Langensoultzbach
Langensoultzbach település Franciaországban, Bas-Rhin megyében. Lakosainak száma 910 fő (2022. január 1.). Langensoultzbach Frœschwiller, Lembach, Reichshoffen, Windstein és Wœrth községekkel határos.

## Népesség
A település népességének változása:
| Lakosok száma | 922  | 928  | 951  | 936  | 928  | 920  | 912  | 911  | 910  |
|               | 2013 | 2015 | 2016 | 2017 | 2018 | 2019 | 2020 | 2021 | 2022 |